# Louis Lucien Bonaparte
Louis Lucien Bonaparte (4. ledna 1813 – 3. listopadu 1891) byl francouzský jazykovědec, synovec Napoleona Bonaparta, jeden ze zakladatelů srovnávací lingvistiky a iniciátor baskického národního obrození.

## Biografie
Byl mladším synem Napoleonova bratra Luciena Bonaparta, talentovaného spisovatele a básníka, narodil se v Anglii, kde také strávil většinu života. Ze zájmu se věnoval chemii, mineralogii a především lingvistice, v níž patřil k nejvýznamnějším dobovým kapacitám. Po nástupu Napoleona III. nakrátko vstoupil do politiky, stal se senátorem, po jeho pádu ale opět odešel do Anglie a věnoval se vědě. Ve své vědecké práci se zaměřoval především na baskičtinu, byl jedním z prvních, kdo jí vědecky popsal. Jeho klasifikace baskických nářečí se používá dodnes, byl také prvním, kdo do baskičtiny přeložil bibli. Podnítil vznik mnoha literárních děl v tomto jazyce a dal vlastně popud k jeho kulturnímu využití. K jeho dalším význačným dílům patří srovnání úryvku z Nového zákona (podobenství o rozsévači) ve 72 jazycích.

## Fotogalerie

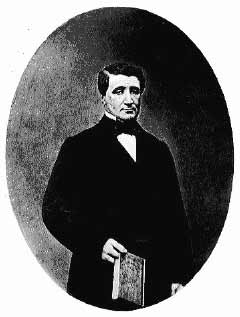
Louis-Lucien Bonaparte (1813-1891)
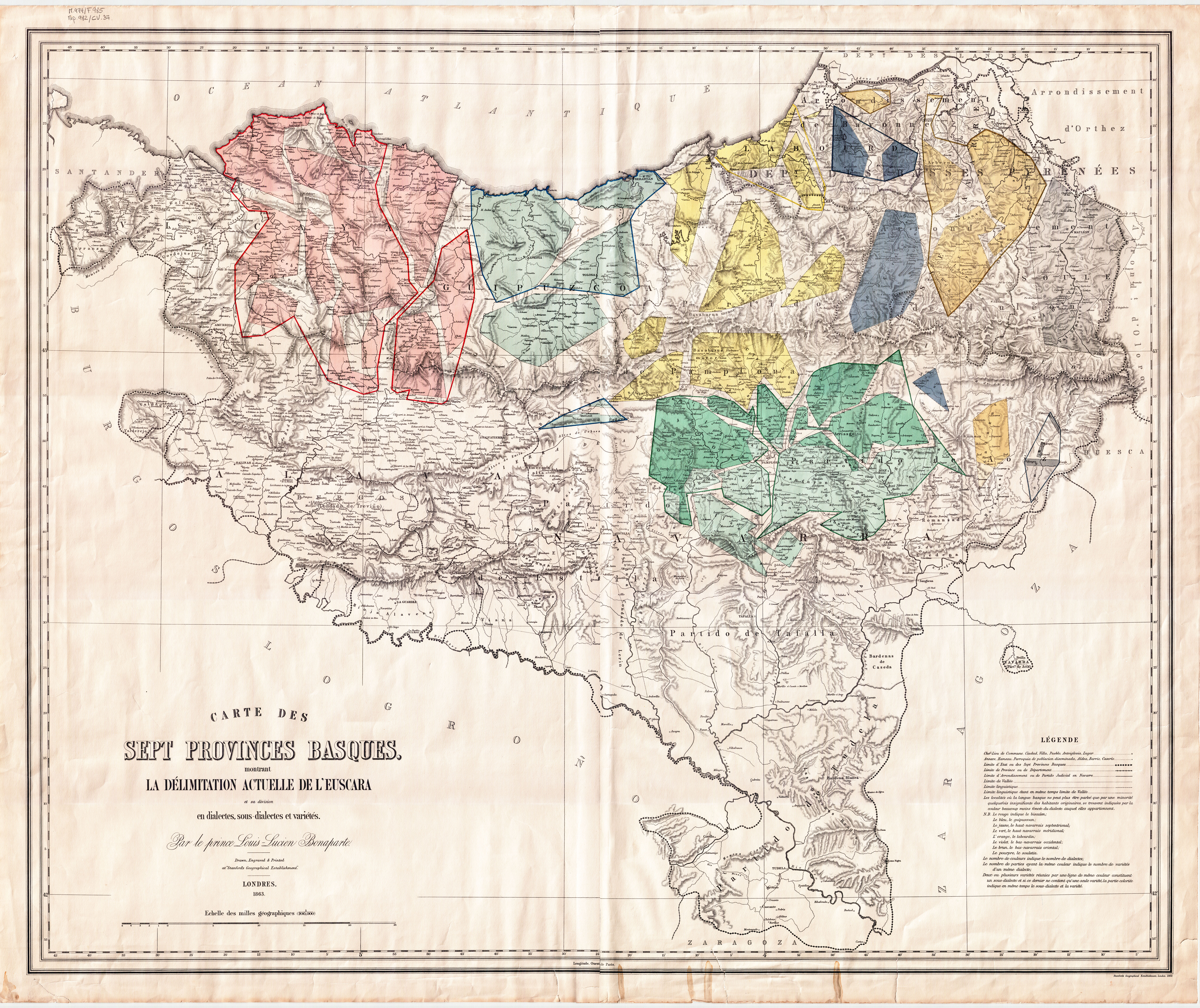
Jeho dialektální klasifikace baskičtiny
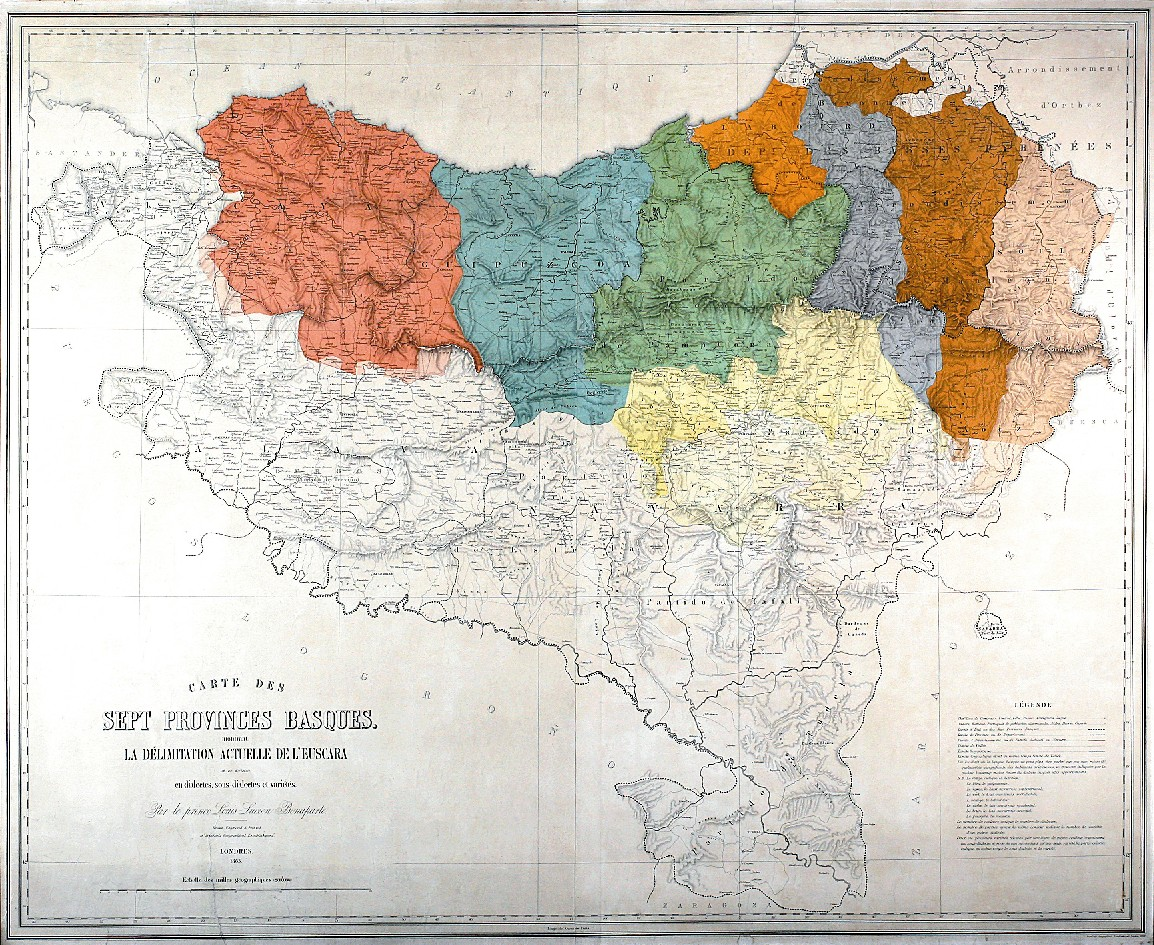
Jeho dialektální klasifikace baskičtiny